# بک‌یار (شهرستان قره‌سو)
بک‌یار (به لاتین: Bek-Jar) یک منطقهٔ مسکونی در قرقیزستان است که در شهرستان قره‌سو (قرقیزستان) واقع شده‌است. بک‌یار ۱٬۱۲۶ نفر جمعیت دارد و ۱٬۹۰۰ متر بالاتر از سطح دریا واقع شده‌است.